# Québec-Rock
Québec-Rock est un mensuel consacrée à l'actualité du rock publié au Québec, de 1976 à 1986. Au départ, le magazine est distribué gratuitement dans le réseau des détaillants de musique.
Au début des années 1980, le magazine se transforme avec l'arrivée de Guy Perron, qui le rachète et en devient l'éditeur. Le produit devient très professionnel, plus commercial et, progressivement, de plus en plus mainstream, de facture et de contenu. Il faut dorénavant le payer.
Québec Rock connaît de bons tirages pendant quelques années, avant de disparaître en 1986. Le magazine pouvait compter sur de belles plumes journalistiques, parmi lesquelles celle de Georges-Hébert Germain, Marc Desjardins longtemps rédacteur en chef, Coco Letendre, Franco Nuovo, Nathalie Petrowski et Laurent Saulnier.
Avant la décroissance, les éditeurs avaient eu le temps d'explorer le marché canadien anglais en mettant sur le marché une version « canadian » du magazine Québec Rock.